# Marainville-sur-Madon
Marainville-sur-Madon é uma comuna francesa na região administrativa do Grande Leste, no departamento de Vosges. Estende-se por uma área de 4.88 km². Em 2010 a comuna tinha 96 habitantes (densidade: 19,7 hab./km²).